# Jaroškov
Jaroškov je malá vesnice, část obce Stachy v okrese Prachatice v Jihočeském kraji. Nachází se asi jeden kilometr severovýchodně od Stach. Je zde evidováno 41 adres. V roce 2011 zde trvale žilo 73 obyvatel.
Jaroškov je také název katastrálního území o rozloze 1,89 km².
U Jaroškova leží starý lom na bílý mramor; odtud pochází mramor na Arcibiskupském paláci v Praze. V současnosti je v něm střelnice místního střeleckého klubu.

## Historie
První písemná zmínka o vesnici pochází z roku 1384.

## Obyvatelstvo
| Rok            | 1869 | 1880 | 1890 | 1900 | 1910 | 1921 | 1930 | 1950 | 1961 | 1970 | 1980 | 1991 | 2001 | 2011 | 2021 |
| -------------- | ---- | ---- | ---- | ---- | ---- | ---- | ---- | ---- | ---- | ---- | ---- | ---- | ---- | ---- | ---- |
| Počet obyvatel | 187  | 223  | 237  | 245  | 275  | 257  | 247  | 160  | 168  | 130  | 90   | 70   | 75   | 73   | 71   |
| Počet domů     | 22   | 24   | 24   | 24   | 27   | 29   | 33   | 36   | 35   | 35   | 34   | 39   | 39   | 41   | 46   |

## Obecní správa
Při sčítání lidu v letech 1850–1979 Jaroškov byl osadou obce Zdíkovec, se kterým patřil nejprve do okresu Strakonice, ale v letech 1890–1930 v okrese Prachatice, v roce 1950 v okrese Vimperk a od roku 1960 opět v okrese Prachatice. Od 1. ledna 1980 je částí obce Stachy v okrese Prachatice.

## Pamětihodnosti
- Přírodní památka Jaroškov, ovsíková louka